# ألي سيسوكو
ألي سيسوكو (بالفرنسية: Aly Cissokho) (مواليد 15 سبتمبر 1987 في بلو - فرنسا) لاعب كرة قدم فرنسي يلعب حاليا لصالح نادي لامفون واريورس في مركز الظهير الأيسر .

## روابط خارجية
- ألي سيسوكو على موقع الاتحاد الأوربي (الإنجليزية)
- ألي سيسوكو على موقع اتحاد تركيا (لاعب) (الإنجليزية)
- ألي سيسوكو على موقع رابطة كرة القدم الفرنسية للمحترفين (الإنجليزية)
- ألي سيسوكو على موقع قاعدة بيانات كرة القدم.إي يو (الإنجليزية)
- ألي سيسوكو على موقع ليكيب (الفرنسية)
- ألي سيسوكو على موقع ناشيونال فوتبول تيمز (الإنجليزية)
- ألي سيسوكو على موقع Soccerbase.com (لاعب) (الإنجليزية)
- ألي سيسوكو على موقع Soccerway.com (الإنجليزية)
- ألي سيسوكو على موقع عالم كرة القدم.نت (الإنجليزية)
- ألي سيسوكو على موقع كووورة